# 조충열
조충열(趙忠烈, 1959년 2월 25일~ )은 전 KBO 리그 해태 타이거즈의 선수였으며, 2008년 한화 이글스의 2군 수비/작전 코치였다.
상업은행 실업야구단 선수로 활약하다가 프로야구 원년인 1982년에 해태 타이거즈에 입단하여 1990년까지 줄곧 뛰었으며, 수비 위치는 유격수를 비롯한 내야수였다. 통산 594 경기를 뛰어 타율 0.216을 기록했다.

## 출신학교
- 선린인터넷고등학교
- 연세대학교